# Gathenhielm
För andra betydelser, se Gathenhielm (olika betydelser).
Gathenhielm (tidigare Gathe) var en svensk adelsätt som hade anknytning till gården Gatan i Onsala socken i Hallands län. 

## Historia
Släkten skall enligt sägen härstamma från kyrkoherden Börje i Frillesås pastorat, som levde under 1500-talet. Uppgiften hos Åkerstein och Anrep att släkten skulle härstamma från en präst Börje i Tölö (Hall) anses oriktig. Anders Börjesson (1647–1710) på Vässingsö hade 1641 en skuta på 12 läster och kan ha varit fader till Börje Andersson. Anders var gift med Kerstin Larsdotter Hjelm (1654–1735) från Hjelms gård i Fjärås och köpte gården Gatan i Onsala varefter de antog namnet Gathe efter gårdens namn. 
Den äldste säkert kände stamfadern är Börje Andersson som var född på Vässingsö, blev skeppare och gift med Kerstin Christensdotter från Rosan i Onsala. Paret fick bland annat sonen Anders Börjesson Gathe (1647–1710). Anders gick i faderns värv och blev skeppare. Han bosatte sig efter en tid på gården Gatan i Onsala socken, där han anlade skeppsbyggeri, segelmakeri, tobaksspinneri och en ansenlig repslagarebana, som danskarna 1717 brände ned. 1682 fick Anders sonen Christen och 1689 sonen Lars, som båda antog Gathe som familjenamn.
Kommendörerna Christen och Lars Gathe adlades Gathenhielm 1715 och introducerades på Riddarhuset 1719 under nr 1496.
Börje Andersson fick döttrarna Kerstin (död 1723) som gifte sig med skepparen och handelsmannen Olof Knape i Onsala och Anna Thalena (död 1777) först med kaparkaptenen Anders Thorsson (död 1711) och därefter med konvojkommissarien Johan Busck.
Ätten utdog på manssidan med en son till Lars 1768 och på kvinnosidan med en dotter till Christen 1782.

## Personer ur ätten
- Christen Gathenhielm (1682–1722), svensk kapare och Kommendör vid amiralitetet.
- Lars Gathenhielm (1689–1718), svensk kapare, kommendör, skeppsredare och affärsman.
- Ingela Gathenhielm (1692–1729), svensk kapare och företagare, gift med Lars Gathenhielm.